# Pseudosmelia moluccana
Pseudosmelia moluccana är en videväxtart som beskrevs av Herman Otto Sleumer. Pseudosmelia moluccana ingår i släktet Pseudosmelia och familjen videväxter. Inga underarter finns listade i Catalogue of Life.